# Australiens Grand Prix 2000
Australiens Grand Prix 2000 var det första av 17 lopp ingående i formel 1-VM 2000.

## Resultat
1. Michael Schumacher, Ferrari, 10 poäng
2. Rubens Barrichello, Ferrari, 6
3. Ralf Schumacher, Williams-BMW, 4
4. Jacques Villeneuve, BAR-Honda, 3
5. Giancarlo Fisichella, Benetton-Playlife, 2
6. Ricardo Zonta, BAR-Honda, 1
7. Alexander Wurz, Benetton-Playlife
8. Marc Gené, Minardi-Fondmetal
9. Nick Heidfeld, Prost-Peugeot

### Förare som bröt loppet
- Jenson Button, Williams-BMW (varv 46, motor)
- Pedro Diniz, Sauber-Petronas (41, transmission)
- Gaston Mazzacane, Minardi-Fondmetal (40, växellåda)
- Heinz-Harald Frentzen, Jordan-Mugen Honda (39, hydraulik)
- Jarno Trulli, Jordan-Mugen Honda (35, motor)
- Jean Alesi, Prost-Peugeot (27, hydraulik)
- Mika Häkkinen, McLaren-Mercedes (18, motor)
- Jos Verstappen, Arrows-Supertec (16, upphängning)
- David Coulthard, McLaren-Mercedes (11, motor)
- Pedro de la Rosa, Arrows-Supertec (6, upphängning)
- Eddie Irvine, Jaguar-Cosworth (6, snurrade av)
- Johnny Herbert, Jaguar-Cosworth (1, koppling)

### Förare som diskvalificerades
- Mika Salo, Sauber-Petronas (58, diskvalificerad från sjätte plats)